# 東区 (新潟市)
東区（ひがしく）は、新潟市を構成する行政区のひとつ。新潟西港や新潟空港など、新潟市の様々な玄関口がある。

## 概要
旧新潟市域の中地区（山ノ下、河渡、下山地区）、東地区の一部（木戸、大形地区）、石山地区で構成され、区役所は現在木戸地区（旧イトーヨーカ堂新潟木戸店）に置かれている。なお松浜町は阿賀野川両岸にあるが、左岸側の地域のみが東区の区域となっており、右岸側は北区の区域である。区内には新潟港の区域の一部（西港のうち、山の下埠頭、臨港埠頭）と新潟空港があり、県及び市の「海と空の玄関口」という側面を持つ。
面積
面積は中央区に次いで新潟市の区では2番目に小さい。新潟市の全面積の約5%を占める。
人口
人口は中央区、西区に次いで新潟市の区では3番目に多い。新潟市の全人口の約17%を占める。
イメージカラー
空港や港など海と空の玄関口があり、日本海をはじめ信濃川に阿賀野川など、水辺をイメージした「アクアブルー」。市が2007年3月に策定した「新・新潟市総合計画」で示された区の将来像は『暮らしと産業の調和を活かした、世界と共生するまち』

## 地理
北は日本海、西は信濃川および新栗ノ木川、南は日本海東北自動車道、東は阿賀野川に囲まれた地域で、中心を通船川が東西に走る。
阿賀野川を挟んで東に北区、日本海東北自動車道を挟んで南に江南区、信濃川および新栗ノ木川を挟んで西に中央区を配する。なお新栗ノ木川の東側のうち本馬越と紫竹1丁目は中央区となる。
新潟市の区では中央区とともに、ほぼ全域が平成の大合併前の旧新潟市で構成されている区である。なお旧亀田町のうち亀田中島4丁目の日本海東北自動車道以北の地域も区域となる。
海岸部では空港及び港の地域を除いて海水浴が可能で、海水浴中に空港から飛び立つ飛行機を間近に見ることも出来る。
その昔、阿賀野川は信濃川に接続しており、江戸時代は幾度も水害に悩まされた地域でもある。通船川は過去に接続していた名残である。
現在では主に区域の北部や南部が主に住宅地、中部が主に商業地や工業地となっている。

## 地域
東区の地区構成は大きく分けて、海岸側（北側）から順に中地区（山ノ下・河渡・下山地区）、通船川を挟んで東地区（木戸・大形地区）、JR白新線を挟んで石山地区　の3つ。中地区・東地区は新潟西港周辺が工業地域で、その東側の大部分が住宅地と水田である。石山地区は北側をJR白新線、西側を同信越本線に囲まれており、1960年代から住宅地として開発が進んだ場所である。住宅地の南側は水田。江南区との区境には日本海東北自動車道が東西に伸びている。区の中心となる市街地・商業地域はないが、郊外型店舗の集積地がいくつか見られる。

### 地区

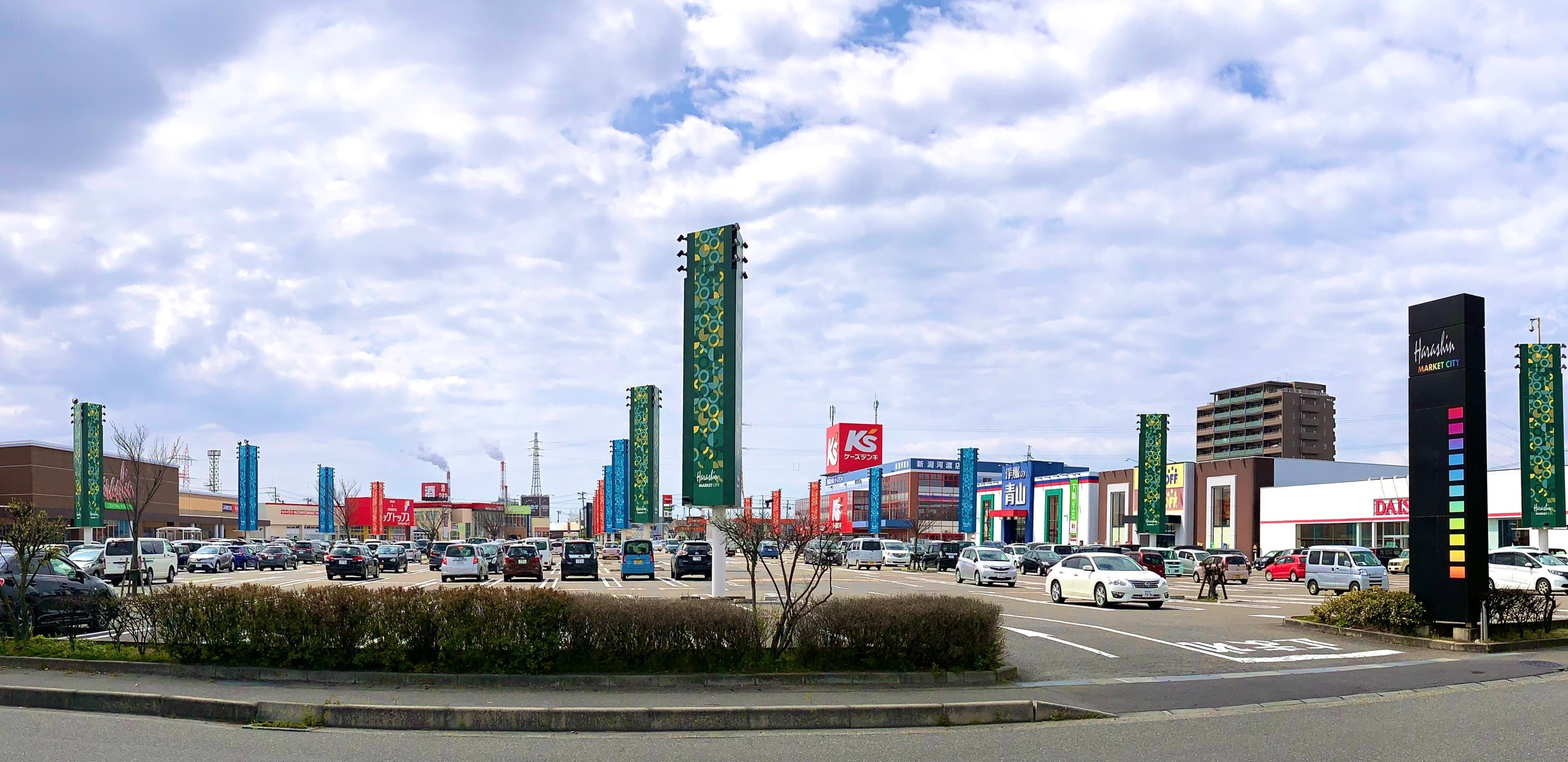
原信マーケットシティ河渡（2020年4月）

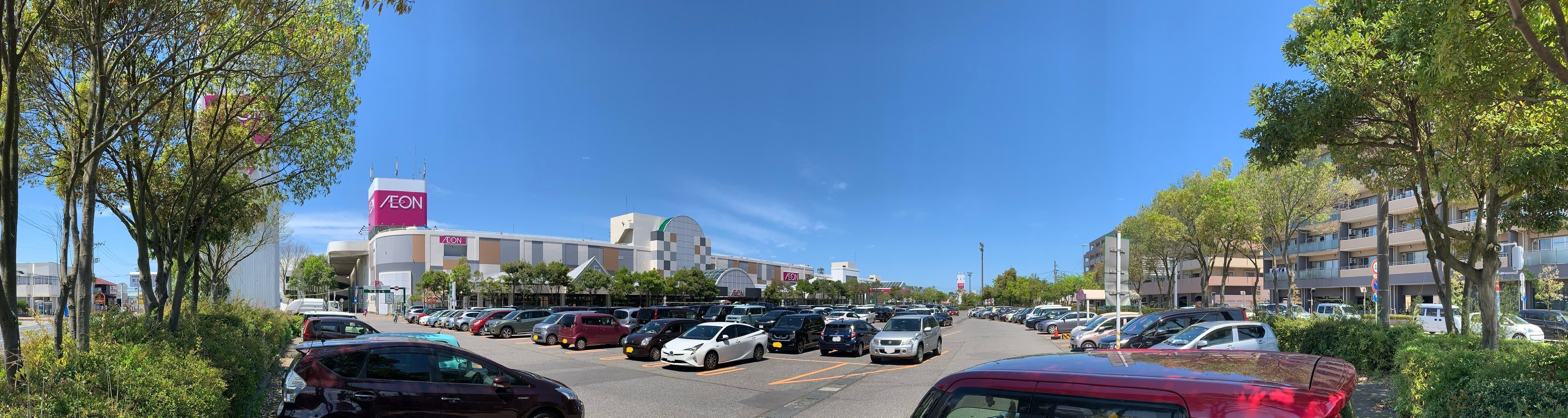
イオン新潟東店（2020年5月）

中地区
河渡・下山は1960年代半ばまでは砂丘と水田が広がる農村部であったが、1964年の新潟地震以降、住宅地開発が活発に進められ、新潟空港と国道113号、同バイパスの山の下東港線を中心として市街地化が進んだ。前述のマーケットシティ河渡や新松崎ストリートがあるのは両地区の南側。
山ノ下
山ノ下（やまのした）は、区の北西部に位置する。元々は現在の大形地区の一部であったが、明治時代に中蒲原郡沼垂町に編入した。このため中央区の沼垂地区との繋がりが深い。新潟港を背後に持ち、山ノ下・臨港両埠頭の南東側には旧来からの市街地が広がる。市街地西側には油槽所や火力発電所があり、その間を新潟みなとトンネル東詰の地上区間「ポートコリドール」が横断する。市街地の南側は後述の木戸地区との間に工業地域が広がる。赤道の藤見町交差点角には郊外型店舗の集積地「フレスポ赤道」及び「赤道ショッピングセンター」がある。かつてはこの地域に区役所が所在していた（現在は木戸地区に移転）。
河渡
河渡（こうど）は、中地区の中央部に位置する。
河渡地区と大形地区の境目は水田やキャベツ・ジャガイモ・チューリップ畑が広がっていたが、1990年代から道路整備や住宅地開発が進み、原信マーケットシティ河渡、新松崎ストリートなど郊外型店舗の集積地が形成された。
下山
下山（したやま）は河渡の東側、阿賀野川左岸までの間に位置する。国内外各方面への航空路が発着する新潟空港が所在する。かつて松ヶ崎浜村（現北区松浜）の村域で、現在に至るまで町名整理や住居表示が行われぬままであるため、空港内の地名は現在も「東区松浜町」となっている。
木戸地区
区の中西部に位置するのが木戸（きど）。前述の山ノ下地区南部から木戸地区北西部にかけては北越コーポレーション新潟工場などが立地する工業地域。それ以外は住宅地で、赤道と県道3号（旧7号・新発田街道）が交差する赤道十字路を中心に、古くからの商店街や住宅地が広がる。宅地化が本格化したのは1950年代後半からである。同十字路には後述する区役所（旧イトーヨーカドー）が位置する。
地区南部の竹尾・紫竹には新潟市で最初の大規模流通団地「新潟卸センター」があり、市内外の企業が流通の拠点を置いている。
大形地区
区の中東部に位置するのが大形（おおがた）。新潟バイパス・海老ヶ瀬インターチェンジまでの間は県道3号に沿って木戸地区とほぼ一体の市街地を形成している。かつての大形村の中心地は現在の大形本町周辺であり、村役場があったところには現在グラッチェガーデンズ新潟大形本町店がある。海老ヶ瀬以東、阿賀野川に架かる泰平橋までの間は1970年代から宅地開発が進んだ。その南側には白新線の大形駅や新潟県立新潟北高等学校がある。イオン新潟東店（旧ジャスコ新潟東店〔ジャスコシティ新潟東〕）は、前述の新松崎ストリートから通船川を挟んですぐ南側。南部の逢谷内には上越新幹線の新潟新幹線車両センターやIHI原動機・ニイガタマシンテクノ（旧新潟鐵工所）の工場などがある。
地区北部には石材団地（津島屋七丁目）、印刷団地（津島屋七丁目）、木工団地（木工新町）が有り、木戸地区の卸団地などと合わせ、市内外の主要企業が製造・物流の拠点を設けている。しかし、木工団地付近で操業している木工関係の企業は数件を数えるまでに減少している。
国際石油開発帝石の天然ガス井戸が津島屋三丁目に有り、現在も採掘が行なわれている。過去には海老ケ瀬新町11にも存在した。
石山地区
区の南部に位置する地区。古くからの農村だが、1950年代から急速に宅地化が進んだ。地区内で最初に本格的な団地として開発されたのが、東新潟駅近くの「石山団地」。かつてはモルタル張りの平屋・2階建の長屋風の建物だったが、1990年代から大規模な建替えが進められた。石山東部ではこの石山団地と、西部では越後石山駅を中心としてそれぞれ宅地開発が進められ、新潟市の一大人口集積地に成長した。なお、東新潟駅には貨物駅の新潟貨物ターミナル駅が併設されている。
なお、石山地区には現在江南区の区域となっている西野も含まれる。

### 住居表示
住居表示は区内の宅地・集落の大部分で行われているが、現在も未実施のままとなっているところも点在する。

### 公園
公園
- 阿賀野川河川公園
- 寺山公園
- じゅんさい池公園
- 山の下海浜公園
- 山の下みなとランド

海水浴場
- 山の下船江町浜海水浴場

## 歴史

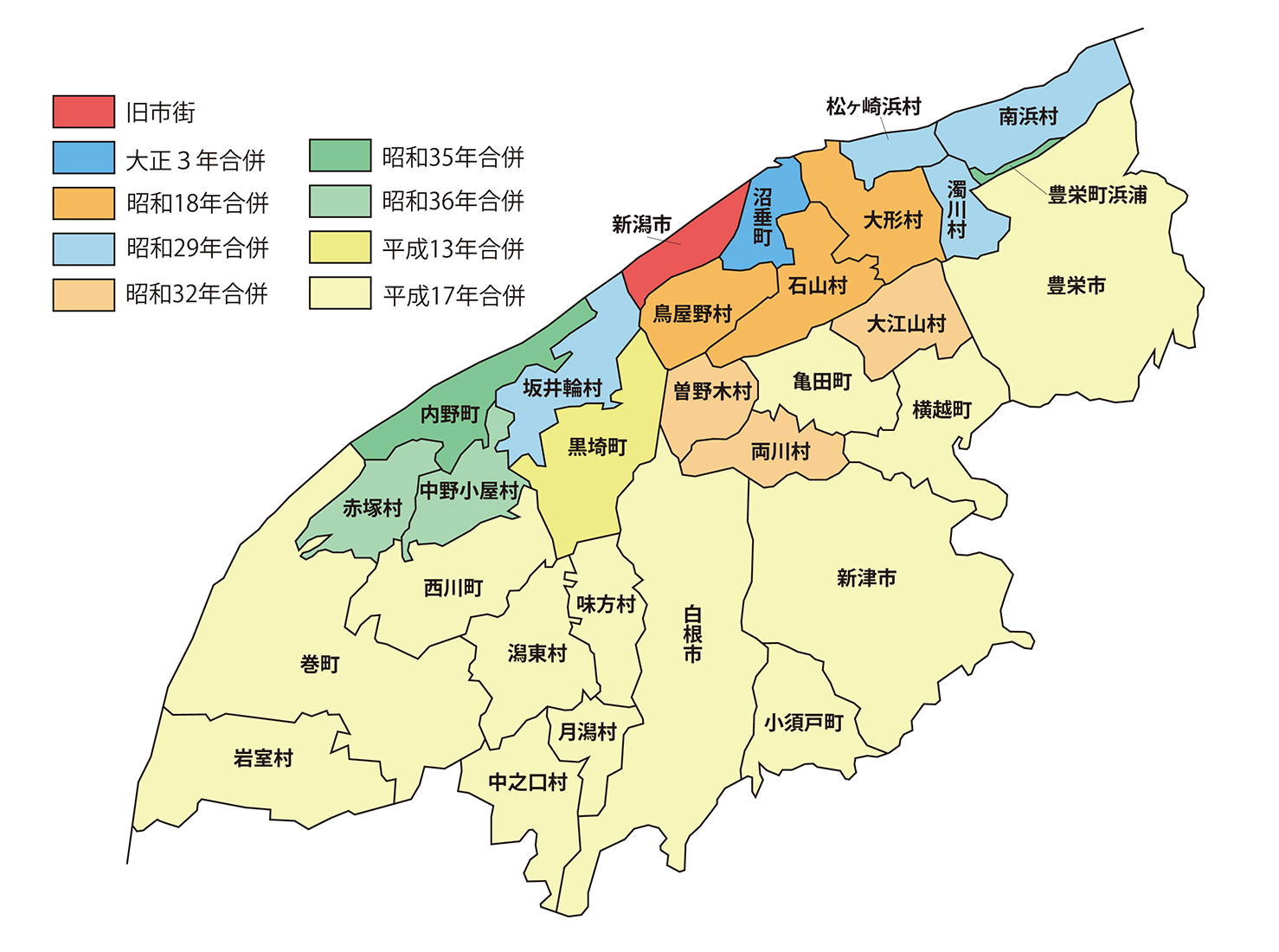
市制施行から現在までの合併の経緯

- 1914年 - 新潟市と沼垂町が合併（沼垂町の山ノ下が東区となる）
- 1942年11月29日 - 松ヶ崎村から新潟市へ向かう村営渡船「富士丸」が阿賀野川で浸水して沈没。乗客ら27人が死亡・行方不明[5]。
- 1943年 - 大形村・石山村を新潟市に編入（石山村の石山・木戸が東区となる）
- 1954年 - 松ヶ崎浜村を新潟市に編入（松ヶ崎浜村の阿賀野川左岸が東区となる）

政令市移行前
- 2005年12月22日～23日 - 新潟大停電。

政令市移行後
- 2007年4月1日 - 新潟市の政令指定都市移行に伴い東区が設置される。
- 2007年4月2日 - 区バスの運行が開始される。
- 2007年4月28日 - 山の下みなとタワー隣接地に大型複合遊具を配した公園「山の下みなとランド」が開園する[6]。
- 2011年9月20日 - 区役所が古川町（旧・新潟市中地区事務所）より下木戸（旧・イトーヨーカ堂新潟木戸店を改装）へ移転開所する（後述）。

## 人口
- 2010年　138,096
- 2015年　137,577

## 行政機関

### 市の機関
- 新潟市東区役所
  - 石山出張所
  - 大形連絡所

#### 区役所の移転

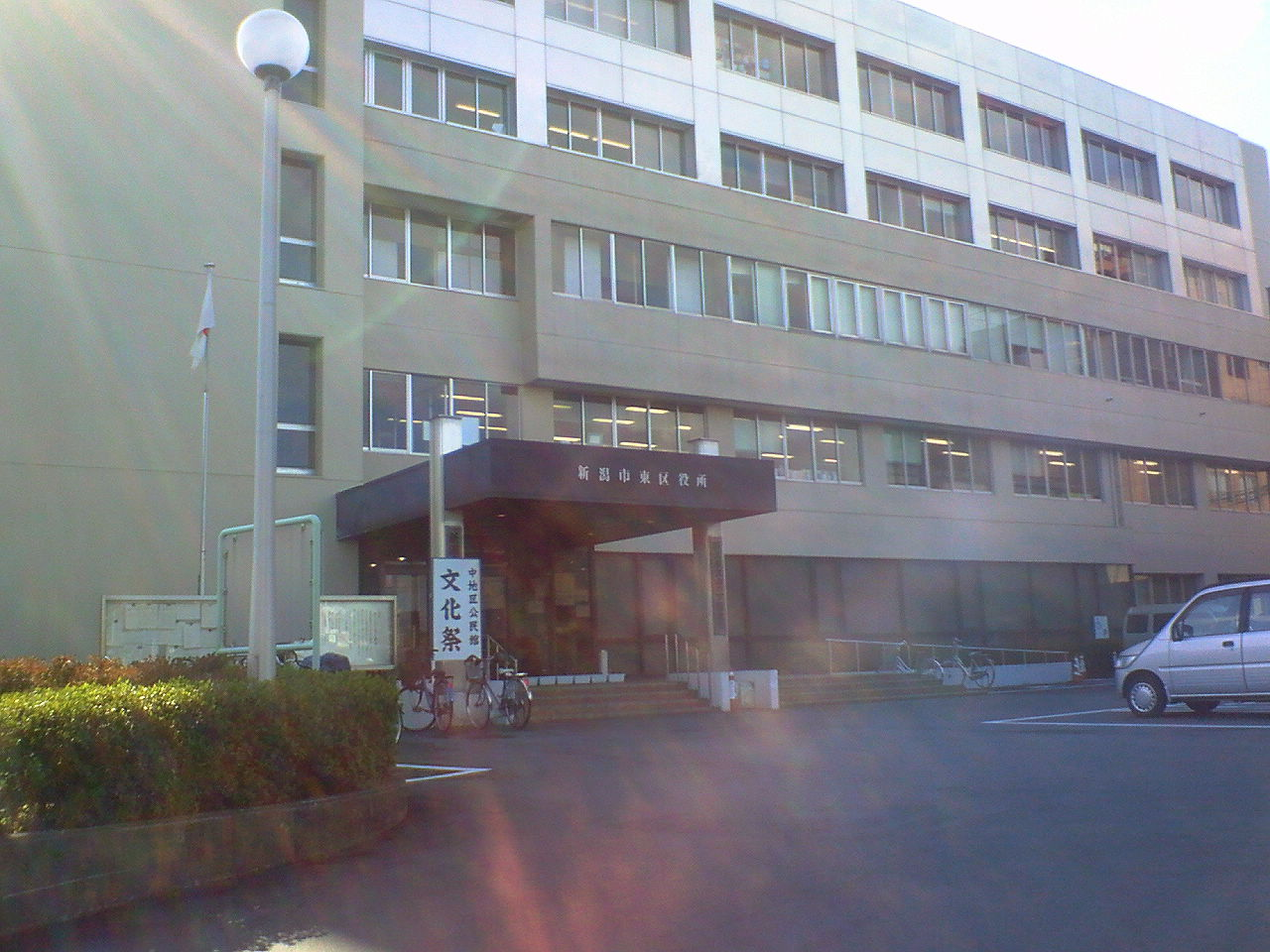
旧・東区役所（2007年）

現在の区役所は、1994年に開店し2007年2月に閉店したイトーヨーカドー新潟木戸店の土地・建物を活用して2011年にオープンしたものである。
同店跡には再開発の一環として山下家具店などが入居する予定だったものの、土地・建物所有者の大川トランスティルが経営破綻した影響でこの計画は凍結され、その後も場外舟券売場への転用なども検討され賛否両論を呼ぶなど、事態は一時混迷を極めた。その後新潟市が東区役所庁舎の移転先として、イトーヨーカドー跡の建物を使用する方針が決まり、土地・建物は市が取得した。当時の区役所は山ノ下地区（旧新潟市中地区事務所・現山の下まちづくりセンター）にあったが、区域の北端部で他地区からの交通が不便な上に駐車場の収容台数も少なく、庁舎の建物自体も老朽化が進むなど、より利便性の高い立地を必要としていた背景があった。木戸地区は区域のほぼ中央部に位置し、建物の立地も赤道十字路そばで立体駐車場も整備されているなど、区内各地や市内中心部からの利便性がより良いことから活用が決まった。1階には区役所の機能を集約し、2階・3階には公民館機能を備えた文化・集会施設「東区プラザ（とーくぷらざ）」などが整備され、2011年9月20日に移転オープンしている。

### 県の機関
- 新潟県防災局
  - 消防防災航空隊

### 国の機関
新潟空港や新潟港があるため、それに関連した機関や自衛隊の基地が置かれている。
- 国土交通省東京航空局新潟空港事務所
- 海上保安庁第九管区海上保安本部新潟航空基地
- 出入国在留管理庁東京出入国在留管理局新潟出張所
- 財務省東京税関新潟税関支署新潟空港出張所
- 航空自衛隊入間基地新潟分屯基地
- 海上自衛隊舞鶴地方隊舞鶴警備隊新潟基地

## 経済

### 第一次産業
農業
市街地・住宅地の外郭部（下山・大形地区の南東側、石山地区の南側）には水田が広がり、稲作が盛ん。畑作では男爵イモやイチゴ、チューリップの球根栽培が盛んであるが、近年の住宅・商用地の開発に伴い耕作面積は減少傾向である。藤見地区の北側（新潟空港の西側）はかつて砂丘地で、タバコやスイカの栽培が盛んだったが、1970年代以降は宅地化が進み、現在耕作地はほぼ消滅した。

### 第二次産業
製造業

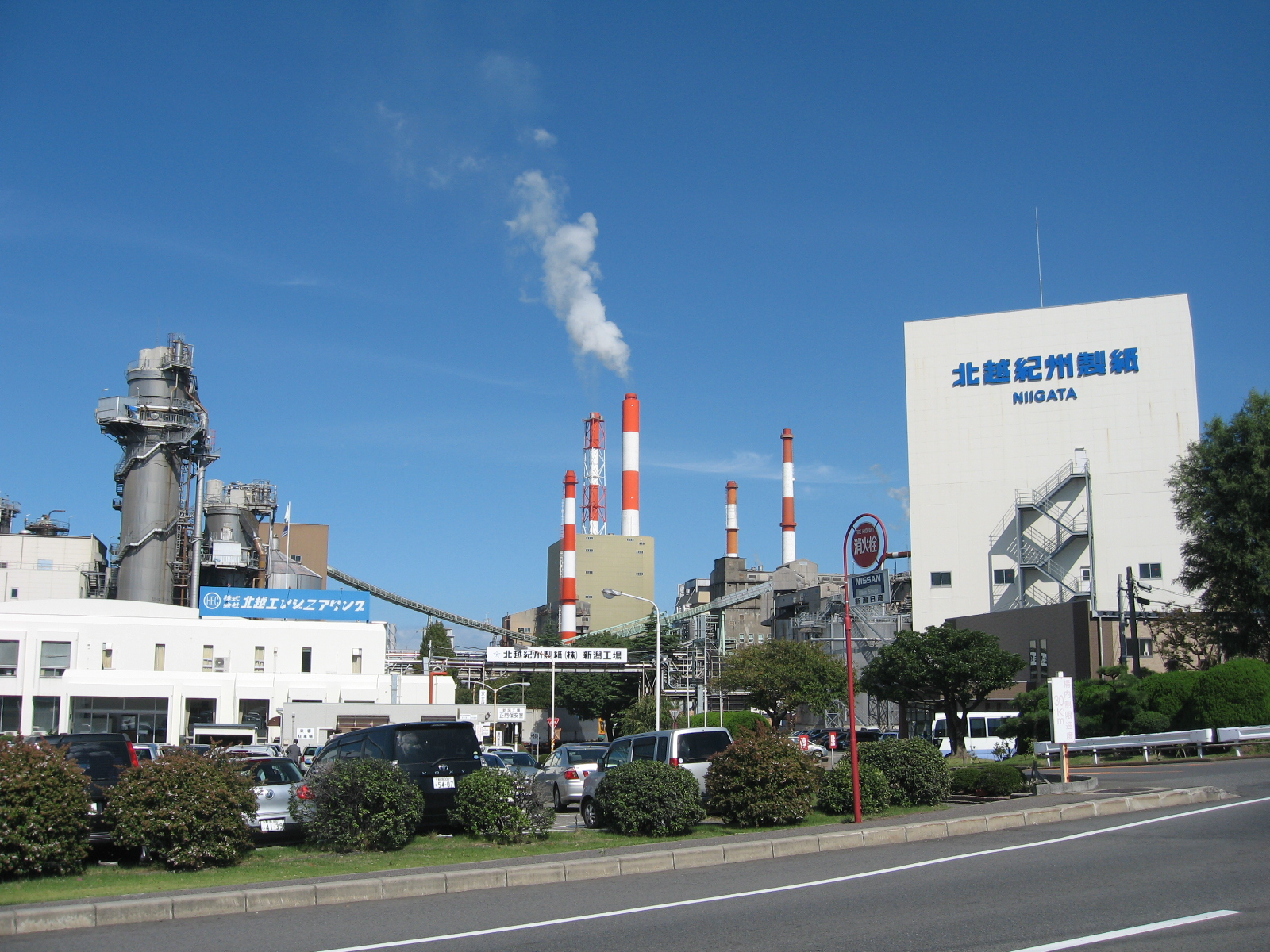
北越コーポレーション 新潟工場

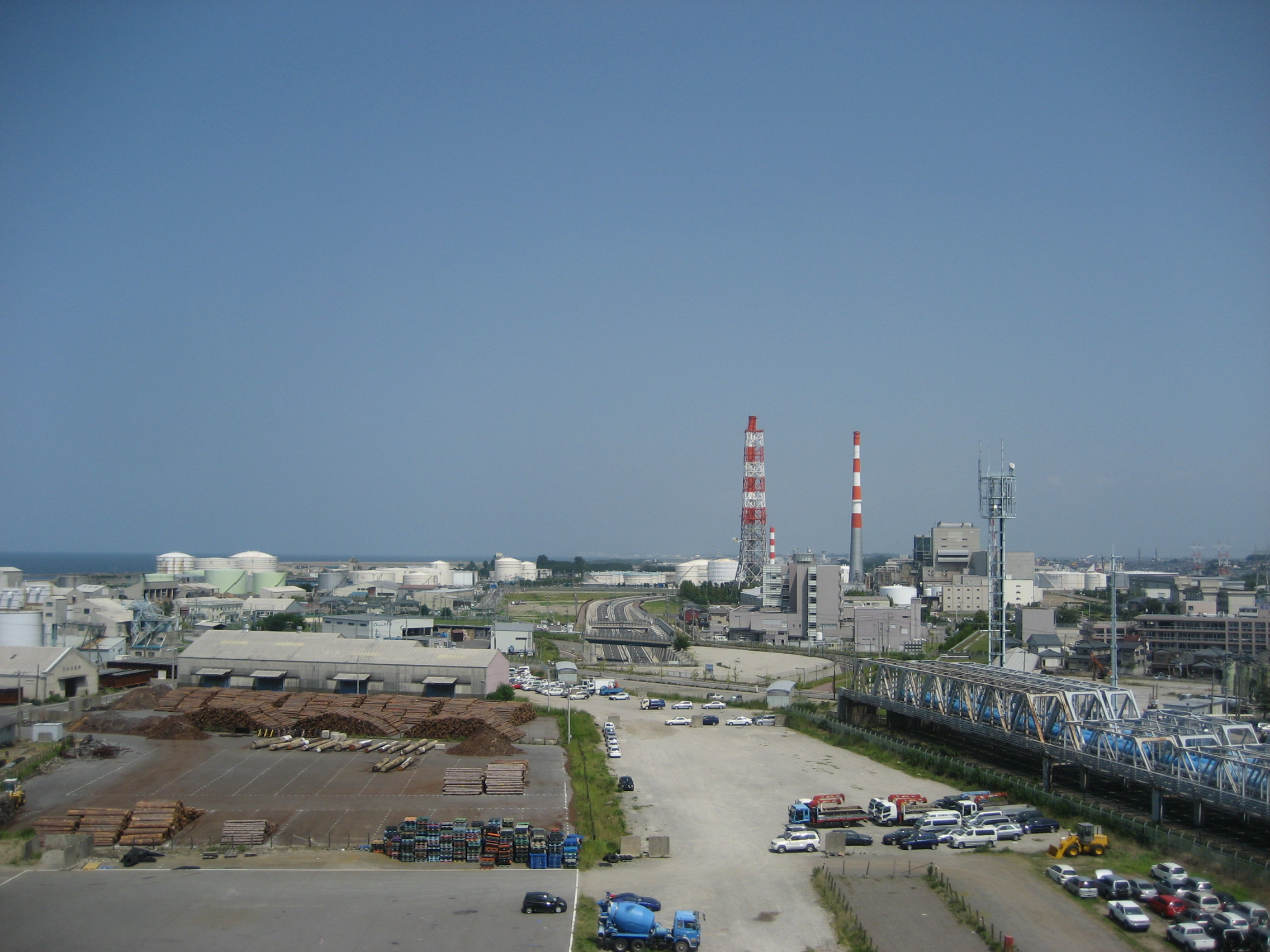
新潟西港と新潟火力発電所

新潟港（西港区）に面しており、古くから多くの企業が製造拠点を置いている。
区内に拠点を置く主な企業
- 旭カーボン（鴎島町二丁目）　カーボンブラック製造、販売など（ブリヂストン子会社）
- 一正蒲鉾 本社工場ほか（津島屋七丁目ほか）かまぼこ、海産品、惣菜加工など
- サトウ食品 本社（宝町）米飯、餅など
- JFE精密 本社工場（上王瀬町）素形材、金属皮膜加工など（JFEスチール子会社）
旧NKK（日本鋼管）新潟製造所。1993年、同社合理化のため業務を縮小した。
- 出光興産 新潟石油製品輸入基地（平和町）
旧昭和シェル石油。1999年3月までは精油所。精油所の敷地跡は、新潟雪国型メガソーラー発電所となっている。
- 東北電力 新潟火力発電所（桃山町二丁目）
最大出力は500,000kW
- IHI原動機 新潟内燃機工場・新潟鋳造工場（岡山）ディーゼルエンジン（IHIグループ）
旧新潟鐵工所。1964年6月の新潟地震によって甚大な被害を受けた山ノ下工場を移転し開設。新潟鐵工所の経営破綻後、IHIに事業譲渡され新潟原動機となったのちに現社名となっている。
IPS新潟発電所（岡山）
元はF-Powerの関連会社として設立された新潟ニューエナジーのNPS新潟発電所。最大出力は11,600kw。IHI原動機新潟内燃機工場および新潟鋳造工場と同じ敷地に所在している。旧発電所名のNPSは設立当時の発電所所在地の企業及び発電機関メーカーである新潟原動機（Niigata Power Systems）の頭文字から取っている。2021年11月1日にIHI原動機へ譲渡され、現発電所名に変更。2022年10月頃より運転を再開している。
- ニイガタマシンテクノ 本社工場（岡山）工作機械（海天国際グループ、旧新潟鐵工所）
- 新潟機械 本社工場（岡山） 射出成形機（海天国際グループ、旧新潟鐵工所　2023年3月にニイガタマシンテクノから分社化）
- 北陸重機工業 本社（山木戸）鉄道車両製造
- 北越コーポレーション 新潟工場（榎町）紙、パルプなど
- ダイヤメット 本社・新潟事業所（小金町三丁目）金属焼結部品など
- 坂井精機 本社・工場（浜谷町二丁目）各種金型およびプラモデルの設計・製造
後述のマッスル坂井が代表取締役社長を務めている。

過去に区内に拠点を置いていた主な企業
- 新潟鐵工所山ノ下工場（古湊町）
1964年6月の新潟地震によって甚大な被害を受ける。現地での復旧を断念し大型地区に移転。現在は新日本海フェリー新潟支店等となっている。
- 新潟鐵工所大山工場（大山）
1998年に新潟構機工場として聖籠町へ移転。現新潟トランシス本社・工場。
- 藤木鉄工（大形本町三丁目）ジャスコシティ新潟東（現イオン新潟東店）建設のため、聖籠町に移転
- 北越ケーズ 北信越地方でケーズデンキを展開するケーズホールディングスの完全子会社（女池インター本店に本社機能を移転）
- 明治乳業 新潟オフィス（河渡一丁目）牛乳、乳製品等
1962年に新潟工場として操業開始。老朽化のため、製造業務を取りやめた。現在、跡地は住宅地となっている。
- 堀川 本社・工場（下場）かまぼこ製造。聖籠町に移転。
- ニットーボー新潟 本社・工場（東新町）紡績糸製造など。
旧日東紡績新潟工場。2005年に日東紡績から分社化、2022年3月事業終了。

## 治安
- 新潟県警察
  - 機動隊 (河渡甲175-2)
  - 航空隊
  - 新潟東警察署
    - 中山交番
    - 秋葉交番
    - 河渡交番
    - 大形交番
    - 太平交番
    - 中野山交番
    - 越後石山駅前交番
    - 新潟空港警備派出所

## 防災
- 新潟市東消防署
  - 山の下出張所
  - 空港前出張所
  - 大形出張所

## 社会基盤
- 東北電力（電気）
- 北陸ガス（都市ガス）

### 郵便
日本郵政グループ
東区は元々、中央区の新潟中央郵便局の集配区域であったことから、区内には集配局は存在しない。新潟市8区で集配局が所在しないのは東区のみである。以下の一覧もすべて同集配局である。
| - 新潟山の下郵便局 - 新潟太平郵便局 - 新潟物見山郵便局 - 新潟河渡郵便局 - 新潟船江町郵便局 - 新潟秋葉町郵便局 - 新潟大山郵便局 - 新潟本所郵便局 | - 新潟中島郵便局 - 大形郵便局 - 新潟粟山郵便局 - 新潟山木戸郵便局 - 新潟卸団地郵便局 - 新潟紫竹郵便局 - 新潟牡丹山郵便局 |

### 清掃
- 新潟市環境部
  - 新潟市東清掃センター
  - 新潟市資源再生センター（エコープラザ）

## 医療
区内の主な病院は下記の通り。
- 新潟臨港保健会新潟臨港病院（桃山町一丁目、救急指定病院）
- 新潟医療生活協同組合木戸病院（竹尾四丁目、救急指定病院）
- 社会医療法人桑名恵風会桑名病院（河渡甲、救急指定病院）

## 教育

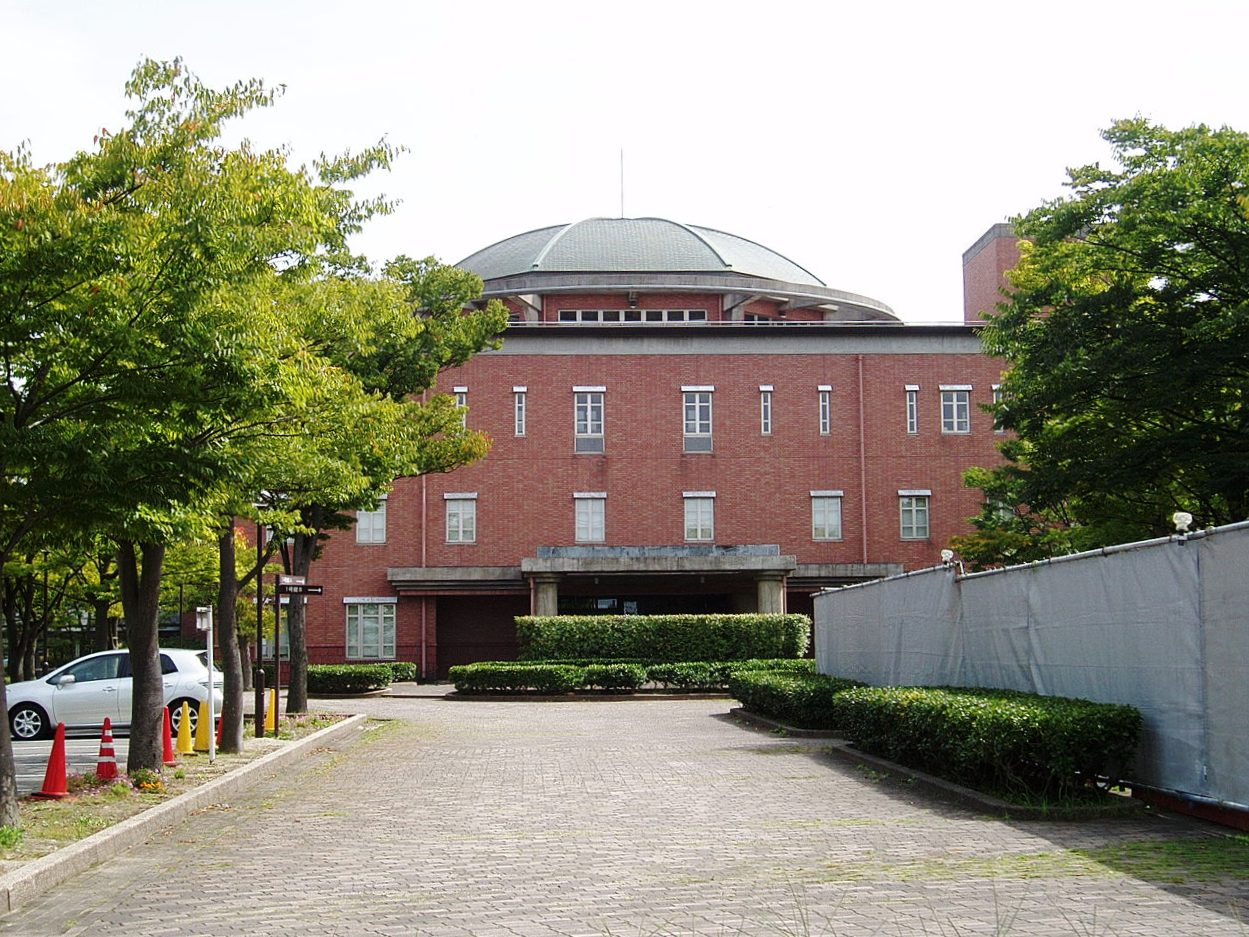
新潟県立大学

### 学校教育
大学
- 新潟県立大学

短期大学
- 県立新潟女子短期大学（2008年度をもって本科生募集停止）

高等学校
- 新潟県立新潟北高等学校
- 新潟県立新潟東高等学校

中学校
| - 新潟市立東新潟中学校 - 新潟市立木戸中学校 - 新潟市立石山中学校 - 新潟市立東石山中学校 | - 新潟市立山の下中学校 - 新潟市立藤見中学校 - 新潟市立下山中学校 - 新潟市立大形中学校 |

小学校
| - 新潟市立山の下小学校 - 新潟市立桃山小学校 - 新潟市立東山の下小学校 - 新潟市立下山小学校 - 新潟市立大形小学校 - 新潟市立木戸小学校 | - 新潟市立牡丹山小学校 - 新潟市立竹尾小学校 - 新潟市立江南小学校 - 新潟市立中野山小学校 - 新潟市立南中野山小学校 - 新潟市立東中野山小学校 |

公立幼稚園・保育園
- 新潟県立幼稚園（旧称：県立新潟女子短期大学付属幼稚園）

| - 新潟市立牡丹山幼稚園 - 新潟市立石山保育園 - 新潟市立大形保育園 - 新潟市立中野山保育園 - 新潟市立東中野山保育園 | - 新潟市立第二中野山保育園 - 新潟市立中山保育園 - 新潟市立桃山保育園 - 新潟市立山木戸保育園 - 新潟市立山ノ下保育園 |

特別支援学校
- 新潟県立新潟聾学校
  - 新潟県立新潟聾学校 高等部自立支援教育部門
- 新潟県立東新潟特別支援学校
- 新潟市立東特別支援学校

その他
- 新潟朝鮮初中級学校

### 社会教育
公民館
- 中地区公民館
- 石山地区公民館
- 木戸公民館

図書館
- 山の下図書館
- 石山図書館
- 大形地区図書室
- シルバーピア石山地区図書室
- 東区プラザ図書室

## 文化・スポーツ

### 伝説
王瀬の長者
新潟市内では、山ノ下・木戸・藤見地区と中央区沼垂地区にまたがる地域を中心に「王瀬の長者」という民話が伝えられているが、これには長者にまつわる伝説やサケにまつわる伝説、地名の由来に関する伝説など、新潟市内各所（前出の他に大形地区、北区松浜地区、江南区曽野木・大江山地区など）において諸説伝えられている。このうち、地名にまつわるものを下記に要約する。
かつて沼垂の王瀬町（現在の大山・宝町から榎町にかけての地域）には隆盛を誇った長者が住んでいた。藤の山にたいそうな屋敷を構えたが、その屋敷の敷地はとてつもなく広く、屋敷の木戸があった場所が現在の「上木戸」「中木戸」「下木戸」で、牡丹を植えた庭が「牡丹山」、月を見た場所が「月見町」、藤を愛でた場所が「藤見町」、沖の船や天気を見た場所が「物見山」であったといわれている。
また現在も、周辺には「長者町」「宝町」「錦町」「小金町」という縁起のよい地名が数多い。

### 文化施設
- こども創作活動館
- 東区プラザ

### 運動施設
- 新潟市東総合スポーツセンター
- 下山スポーツセンター
- 新潟市庭球場
- 阿賀野川河川公園運動広場
- 津島屋公園運動広場
- 中地区運動広場
- 山の下海浜公園プール

## 観光
- 山の下みなとタワー
- 山の下祭り
- 工場夜景等の産業風景
- 大山台公園[17]

## 交通

### 鉄道
新潟駅より信越本線、白新線の両路線が区域を通っている。しかし区内にターミナルとなる駅は存在せず、中央区の新潟駅が実質的なターミナル駅となっている。
越後石山駅 - 東新潟駅（新潟貨物ターミナル駅）間は信越本線の貨物支線としては繋がっているが、直通する列車は無い。
東新潟駅近傍には上越新幹線の車両基地である新潟新幹線車両センターがある。
下記以外に信越本線貨物支線の貨物駅として越後石山駅より上沼垂信号場を経由して、焼島駅、東新潟港駅(2002年より休止)がある。
- 信越本線
  - 越後石山駅
- 白新線
  - 東新潟駅 - 大形駅

### バス

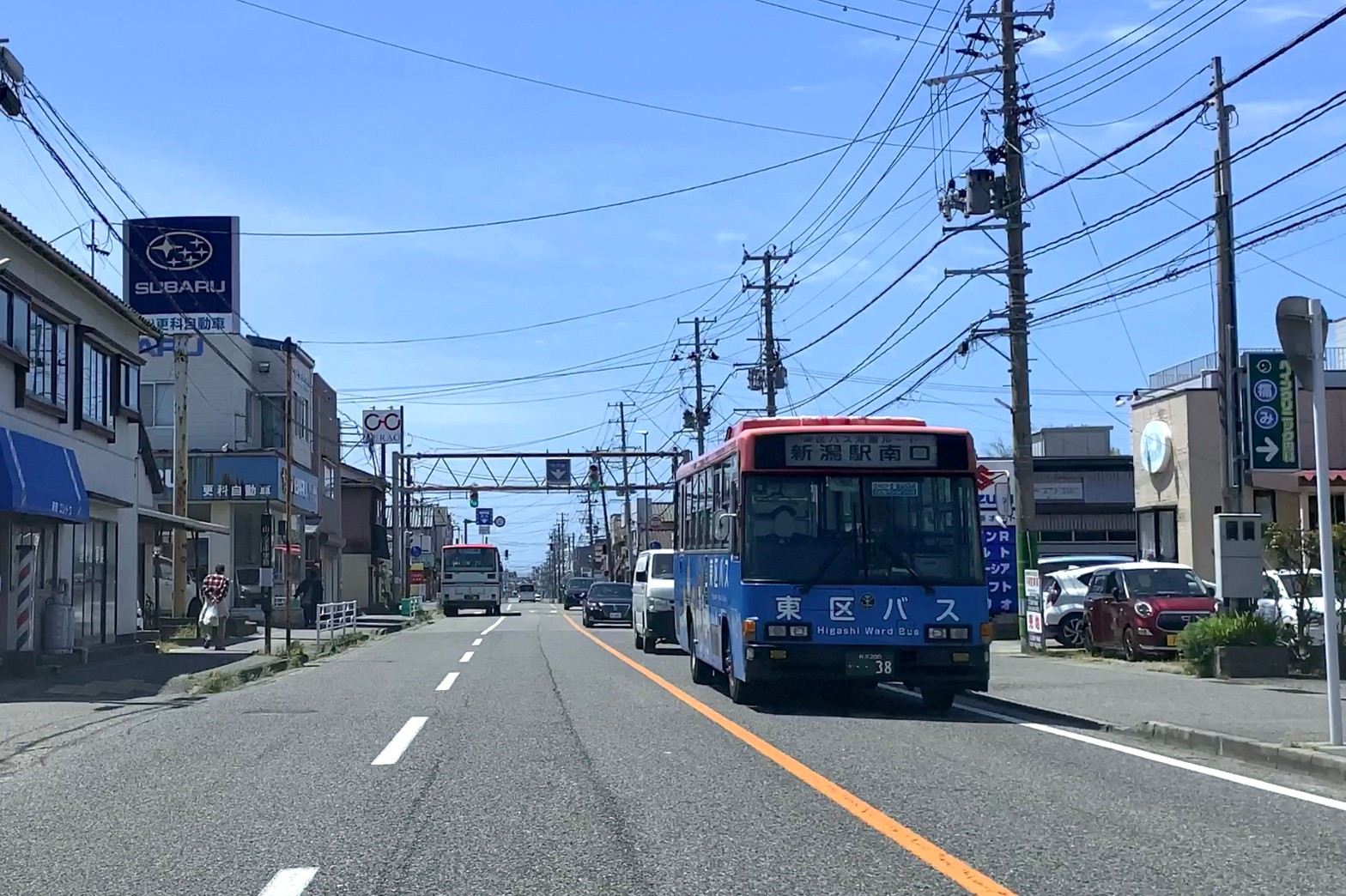
空港通りを走る路線バス（左）と区バス（右）（2020年5月）

#### 路線バス
東区内の路線バスは全て、新潟交通と同社の地域子会社である新潟交通観光バスによって運行されている。また、新潟交通は区内の榎に新潟東部営業所、新潟交通観光バスは寺山三丁目に寺山営業所の、以上計2箇所の運行拠点を設けており、市内の路線バスや観光バス、長距離高速バスの運行拠点としている。
区内を走る新潟交通グループの定期路線バスはE13系統を除く全ての路線が隣の中央区に乗り入れる。運行系統を大別すると、山ノ下地区へは市役所前より新潟みなとトンネルを経由する路線（C5）、新潟駅前より沼垂地区を経由し臨港病院へ至る路線（E1）などがある。下山・河渡地区へは新潟駅前・市役所前から国道113号を経由し、船江町や新潟空港、さらには北区北部の松浜・南浜方面に至る路線（E2）、藤見地区を経由し河渡方面に至る路線（E3）の2系統に大別される。木戸・大形地区へは万代シテイより県道3号（通称：旧7号）を経由して北区や新発田市中心部方面に至る路線（E4）、新潟駅南口から市道笹木戸線を経由し木戸病院に至る路線（E7）などがある。石山地区へは県道5号（通称：旧49号）を経由して石山方面に至る路線（E8）などがある。なお、区内を運行する新潟交通グループの全路線でりゅーとが利用できる。
系統番号のCは新潟市中心部、Eは東新潟方面、Sは南新潟方面。英字に続く1桁目は路線、2桁目は系統を表す。なお、各路線の詳細は「新潟交通のバス路線一覧」を参照（下記路線番号からもリンク可能）。
- E1 臨港線 ※当区内完結のE13系統あり（ただしWeb時刻表には掲載されない）
- C5 西堀通線 ※C51 系統のみ区内へ乗り入れる
- E2 空港・松浜線
- E3 河渡線
- E4 大形線
- E5 牡丹山線
- E6 竹尾線
- E7 はなみずき線
- E8 石山線
- S8 京王団地線
- S9 亀田・横越線 ※急行系統はバイパス経由のため区内を通らない

このほか、以下の路線が運行されている。
- 【エアポートリムジン】新潟駅南口－（ノンストップ）－新潟空港

#### コミュニティバス
- 新潟市東区区バス

#### 高速バス
東区内には高速道路上のバス停留所が1箇所ある。江南区との区境の西野にある日本海東北自動車道の西野バスストップは、日東道経由の高速バスが発着する。下り停留所側（中条方面・東区側）にはパークアンドライド用の駐輪場・駐輪場が設けられている。なお、日東道の道路自体は江南区に位置する。
- 西野バスストップ
  - 万代シテイバスセンター～小国～飯豊～山形線（Zao号） 
    - 山形行は乗車のみ、新潟行は降車のみ

### 道路

#### 高速道路
- 日本海東北自動車道（日本海沿岸東北自動車道）
  - 西野BS - 新潟空港IC

政令市移行の際、旧新潟市域の区割りを決定する際に区境の基準とされたのが、北陸自動車道の新潟中央Jctから日本海東北自動車道の阿賀のかけはしまでの間である。区境は高速道路に沿って設けられており、北側が中央区と東区、南側が江南区で、高速道路自体の登記上の所在地は「江南区」となっている。

#### 国道
- 国道7号（新潟バイパス・新新バイパス）
  - 竹尾IC - 逢谷内IC（西方面へのハーフIC） - 海老ヶ瀬IC - 一日市IC
    - 海老ヶ瀬ICより西が新潟バイパス、東が新新バイパスとなる。
- 国道113号（新潟飛行場道路・空港通）
  - 国道345号（区内区間重複）

#### 県道
- 新潟県道3号新潟新発田村上線（旧7号/新発田街道）
- 新潟県道4号新潟港横越線（赤道）
- 新潟県道5号新潟新津線（旧49号）
- 新潟県道16号新潟亀田内野線
- 新潟県道17号新潟村松三川線
- 新潟県道290号曽野木一日市線
- 新潟県道490号安田新潟自転車道線

### 港湾
- 新潟空港
- 新潟港（新日本海フェリー）

## 東区出身の人物
- 田中亜土夢（プロサッカー選手）
- マッスル坂井（プロレスラー・実業家）
- 小林美駒（中央競馬女性騎手）

### 区内の地図
- 東区名所めぐりウオーキングマップ「あるっく」